# Al-Mu'allaqah
Al-Kanîsah al-Mu'allaqah (« l'église suspendue »), ou également El Moallaqa, est une des plus anciennes et des plus célèbres églises coptes du Caire. Son nom officiel est Sitt Mariam ou Sainte-Marie. Elle est située dans le Vieux-Caire, dans le quartier copte (appelé Qasr al-Sham'a, la « Forteresse des Chandelles », parce que construit sur les ruines de la forteresse romaine de Babylone d'Égypte). C'est l'une des quatre églises coptes existant toujours dans ce quartier.

## Description
Elle se trouve au sud-ouest de Qasr al Sham'a, construite sur une ancienne porte de la forteresse. Elle est constituée de deux parties : une église principale de plan basilical, et du côté sud-est une chapelle et un baptistère, les deux parties étant reliée par une colonnade. L'église principale, qui mesure 23,5 m. de long, 18,5 m. de large et 9,5 m. de hauteur, est précédée par un escalier de vingt-neuf marches, si bien qu'elle a souvent été appelée par les voyageurs européens « l'église de l'escalier ».
Les églises de Qasr al-Sham'a ont été construites après la conquête arabe (640). La Mu'allaqah est attestée pour la première fois dans la documentation sous le patriarche Joseph Ier (831-849), à l'occasion de l'effondrement d'une tribune et de la restauration qui suivit. L'édifice fut également largement reconstruit au temps d'Éphrem Ier (975-978), et subit ensuite plusieurs autres destructions et restaurations. À la fin du XVIIIe siècle une rénovation importante de l'édifice a eu lieu, qui lui a donné son aspect actuel (un narthex, une nef centrale et quatre bas-côtés, et pas de tribune). Le corps principal a une nef et deux étroits bas-côtés, séparés par deux rangées de huit colonnes en marbre blanc (sauf une en basalte noir) empruntées à d'autres édifices, chacun avec une charpente voûtée. Un ambon de marbre blanc et coloré, supporté par quinze gracieuses colonnettes, date du XIe siècle. Dans la nef une cuve aujourd'hui bouchée servait autrefois aux lavements de pieds du jeudi saint. Des trois haikals (« sanctuaires »), celui du milieu est dédié à la Vierge (avec un panneau de bois d'ébène incrusté d'ivoire présentant des croix et des formes géométriques, datant du XIIe  ou XIIIe siècle, et surmonté d'un registre de sept grandes icônes réalisées au XVIIIe siècle par Yuhanna al-Armani), celui de gauche à saint Georges et celui de droite à saint Jean-Baptiste (avec le même genre d'aménagement). Une petite porte en bois de pin incrusté de nacre (du XIe siècle) conduit à la chapelle latérale sud-est, dite « petite église », qui est la partie la plus ancienne de l'ensemble actuel ; elle contient notamment un haikal dédié au saint éthiopien Takla Haymanot. Au-delà de la chapelle se trouve le baptistère, avec un bassin en granit rouge et une niche ornée d'une mosaïque.

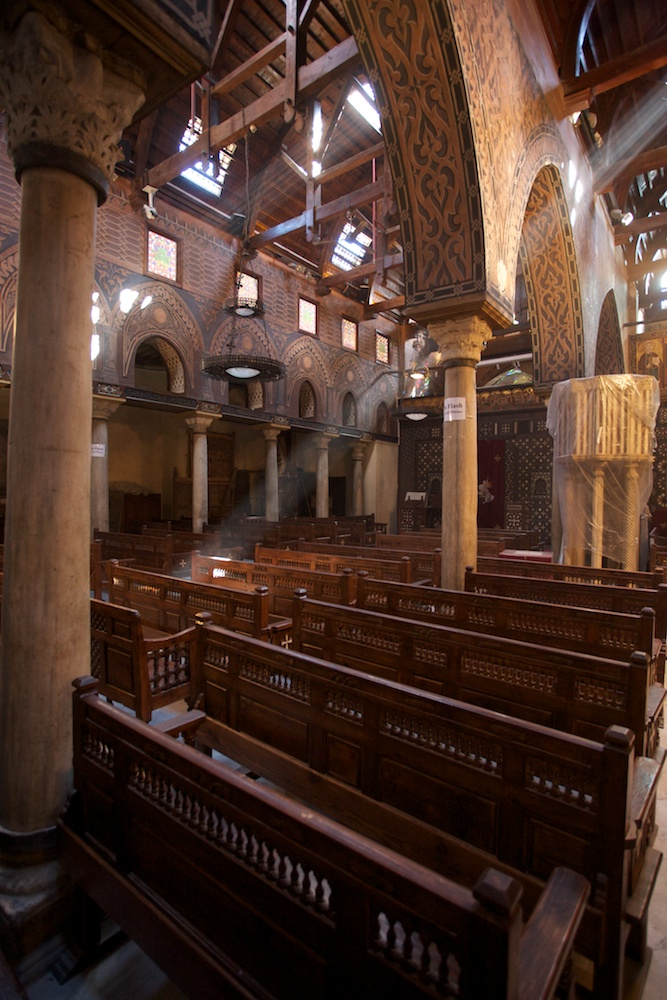
Intérieur de l'église.

L'église ne contient pas moins de cent dix icônes, la plus ancienne datant du VIIIe siècle, mais la majorité du XVIIIe siècle. Une grande part du mobilier ancien se trouve aujourd'hui au Musée copte, situé à proximité de l'église. On y voit notamment un linteau en bois qui surmontait autrefois l'entrée principale, représentant en relief l'entrée du Christ à Jérusalem (à gauche) et son Ascension (à droite) et comportant une inscription en grec (daté de 735 d'après J.-L. Fournet) ; et trois portes en bois sculpté en relief et incrusté d'ivoire et d'ébène (datant d'entre le XIe  et le XIVe siècle). Il y a aussi, au British Museum, une porte de bois venant de la Mu'allaqah, datant du XIIIe siècle, avec dix panneaux sculptés en relief représentant des scènes de la vie du Christ. L'église possédait aussi autrefois une bibliothèque, dont les manuscrits se trouvent de nos jours, soit au Musée copte, soit au patriarcat.  

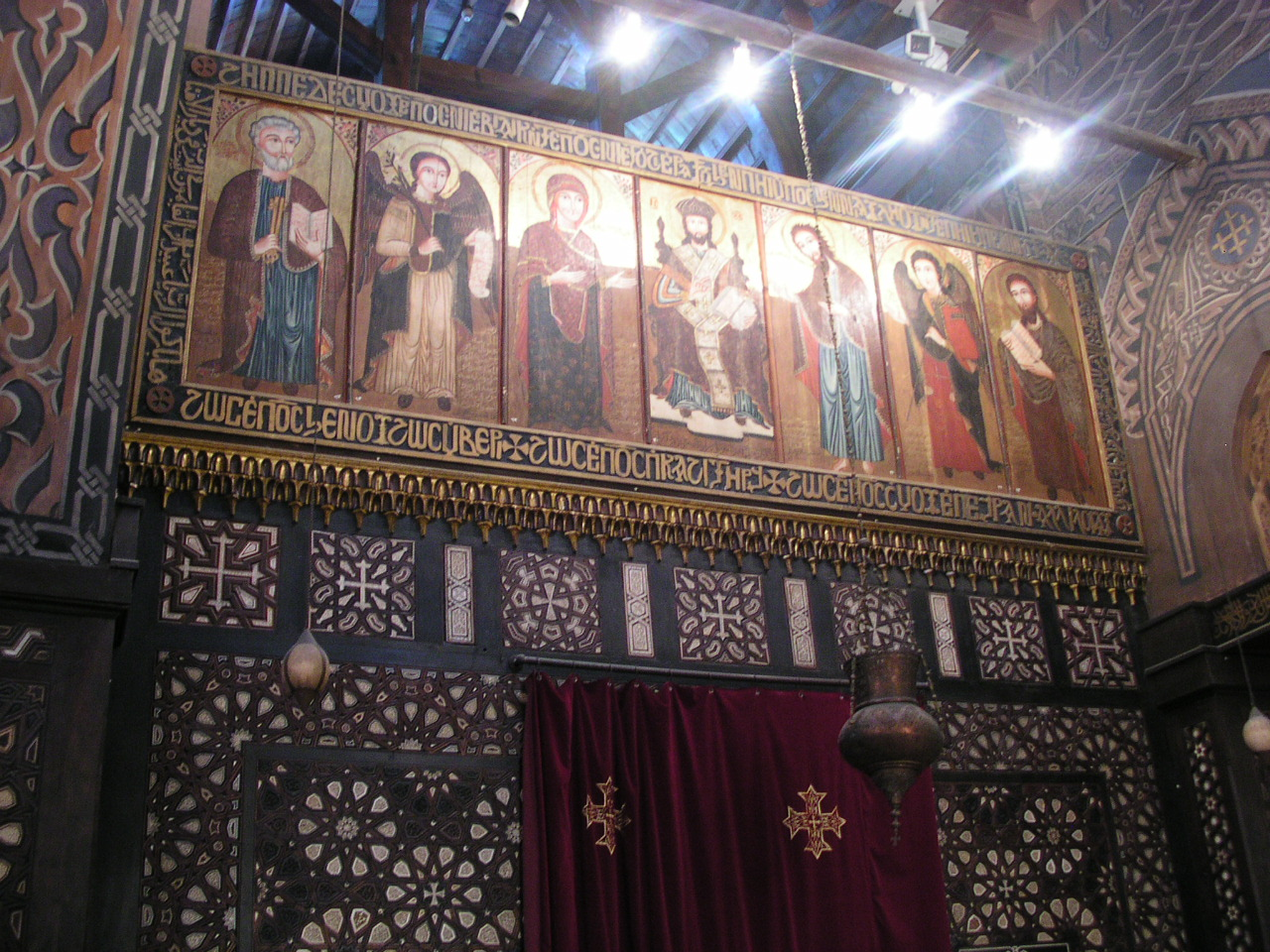
Haikal central.

## Histoire
Quand le siège du patriarcat copte fut définitivement transféré d'Alexandrie au Caire, sous le pontificat de Christodoulos (1047-1077), la Mu'allaqah devint le lieu de l'élection, de la consécration et de l'intronisation des patriarches. Elle le resta jusqu'au pontificat de Jean VIII (1300-1320). Elle fut aussi la résidence habituelle des patriarches de Michel IV (1092-1102) à Théodose III (1293-1300). Plusieurs patriarches y sont enterrés. Ibn al-Râhib et Ibn Kabar, entre autres, servirent dans cette église. 

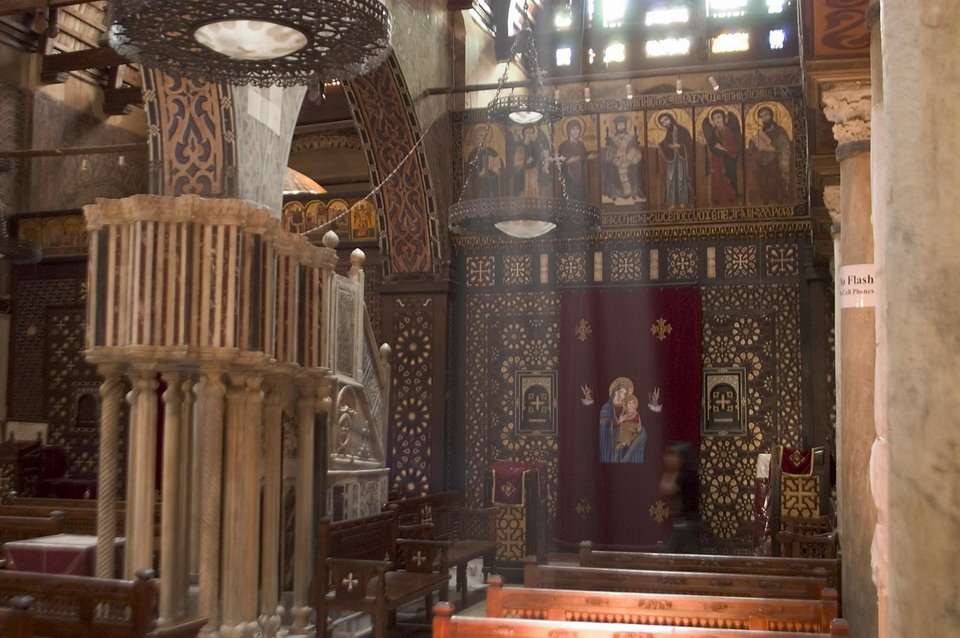
Ambon.